# Seigneurie Du Sablé
La seigneurie Du Sablé (ou marquisat du Sablé) est une terre de Nouvelle-France situé à Trois-Rivières, dans l'ancien Gouvernement des Trois-Rivières, au Québec.

## Géographie
Le marquisat du Sablé mesure 1 arpent de front sur 10 de profondeur. Il formait une grande partie de l'actuel centre-ville de Trois-Rivières, entre la rue des Forges, et la rue Saint-Antoine, en prolongeant cet espace jusqu'aux actuels Cinq-coins (carrefour des rues Sainte-Marie, des Forges, Saint-Georges et Sainte- Marguerite). Son étendue est de 10 arpents en superficie.

## Historique
Le marquisat du Sablé fut concédé par la Compagnie de la Nouvelle-France à Jacques Leneuf de La Poterie, le 29 mars 1649. En 1666, Jacques Leneuf de la Potherie y concéda une terre de ½ arpent à Pierre Pineau dit Laperle. Le marquisat du Sablé fut vendu par Michel Leneuf à Charles Aubert de La Chesnaye le 13 novembre 1686. Il fut vendu à nouveau par le marquis de Galiffet à François Chastelain, devant le notaire Charlier à Paris, le 5 avril 1753.
Comme le soulignent Serge Courville et Serge Labrecque, « Selon Pierre-Georges Roy, cette entité n'a jamais existé comme marquisat ni même comme fief ou seigneurie, c'était une terre en roture. »
Le marquisat du Sablé a été acquis par Aaron Hart puis légué à son fils Moses Hart.